# Islandia na Letnich Igrzyskach Olimpijskich 2000
Islandię na Letnich Igrzyskach Olimpijskich 2000 reprezentowało 18 zawodników.

## Zdobyte medale
| Medal | Zawodnik         | Dyscyplina    | Konkurencja   |
| ----- | ---------------- | ------------- | ------------- |
| Brąz  | Vala Flosadóttir | Lekkoatletyka | Skok o tyczce |

## Wyniki zawodników

### Gimnastyka sportowa

#### Mężczyźni
| Zawodnik            | Konkurencja                 | Eliminacje | Eliminacje | Finał | Finał   | Źródło      |
| Zawodnik            | Konkurencja                 | Wynik      | Pozycja    | Wynik | Pozycja | Źródło      |
| ------------------- | --------------------------- | ---------- | ---------- | ----- | ------- | ----------- |
| Rúnar Alexandersson | Wielobój indywidualnie      | 52,149 pkt | 50.        | NQ    | NQ      | [ 1 ] [ 2 ] |
| Rúnar Alexandersson | Ćwiczenie wolne             | 8,225 pkt  | 71.        | NQ    | NQ      | [ 1 ] [ 2 ] |
| Rúnar Alexandersson | Skok przez konia            | 8,6 pkt    | 79.        | NQ    | NQ      | [ 1 ] [ 2 ] |
| Rúnar Alexandersson | Ćwiczenia na poręczach      | 9,462 pkt  | 35.        | NQ    | NQ      | [ 1 ] [ 2 ] |
| Rúnar Alexandersson | Ćwiczenia na drążku         | 9,575 pkt  | 39.        | NQ    | NQ      | [ 1 ] [ 2 ] |
| Rúnar Alexandersson | Ćwiczenia na kółkach        | 8,312 pkt  | 74.        | NQ    | NQ      | [ 1 ] [ 2 ] |
| Rúnar Alexandersson | Ćwiczenia na koniu z łękami | 7,975 pkt  | 79.        | NQ    | NQ      | [ 1 ] [ 2 ] |

### Lekkoatletyka

#### Konkurencje biegowe

##### Kobiety
| Zawodniczka        | Konkurencja   | Eliminacje  | Eliminacje  | Półfinały   | Półfinały   | Finał | Finał   | Źródło |
| Zawodniczka        | Konkurencja   | Czas        | Pozycja     | Czas        | Pozycja     | Czas  | Pozycja | Źródło |
| ------------------ | ------------- | ----------- | ----------- | ----------- | ----------- | ----- | ------- | ------ |
| Guðrún Arnardóttir | Bieg na 400 m | 56.30       | 2. Q        | 54.82       | 5. q        | 54.63 | 7.      | [ 3 ]  |
| Martha Ernstdóttir | Maraton       | Nie dotyczy | Nie dotyczy | Nie dotyczy | Nie dotyczy | DNF   | DNF     | [ 4 ]  |

#### Konkurencje techniczne

##### Mężczyźni
| Zawodniczka              | Konkurencja  | Eliminacje | Eliminacje | Finał | Finał   | Źródło |
| Zawodniczka              | Konkurencja  | Czas       | Pozycja    | Czas  | Pozycja | Źródło |
| ------------------------ | ------------ | ---------- | ---------- | ----- | ------- | ------ |
| Magnús Aron Hallgrímsson | Rzut dyskiem | 60,95 m    | 21.        | NQ    | NQ      | [ 5 ]  |

##### Kobiety
| Zawodniczka           | Konkurencja   | Eliminacje | Eliminacje | Finał  | Finał   | Źródło |
| Zawodniczka           | Konkurencja   | Czas       | Pozycja    | Czas   | Pozycja | Źródło |
| --------------------- | ------------- | ---------- | ---------- | ------ | ------- | ------ |
| Vala Flosadóttir      | Skok o tyczce | 4.30 m     | 1. Q       | 4,50 m | brąz    | [ 7 ]  |
| Þórey Edda Elísdóttir | Skok o tyczce | 4,00 m     | 22.        | NQ     | NQ      | [ 7 ]  |

#### Wieloboje
| Zawodnik            | Konkurencja   |          | 100 m   | Skok w dal         | Kula    | Skok wzwyż | 400 m | 110 m ppł. | Dysk | Tyczka | Oszczep | 1500 m | Wynik końcowy    | Źródło |
| ------------------- | ------------- | -------- | ------- | ------------------ | ------- | ---------- | ----- | ---------- | ---- | ------ | ------- | ------ | ---------------- | ------ |
| Jón Arnar Magnússon | Dziesięciobój | Rezultat | 10.85   | Nie zaliczył próby | 15,48 m | DNS        | DNS   | DNS        | DNS  | DNS    | DNS     | DNS    | Nieklasyfikowany | [ 8 ]  |
| Jón Arnar Magnússon | Dziesięciobój | Punkty   | 894 pkt | 0 pkt              | 819 pkt | DNS        | DNS   | DNS        | DNS  | DNS    | DNS     | DNS    | Nieklasyfikowany | [ 8 ]  |

### Pływanie

#### Mężczyźni
| Zawodnik            | Konkurencja              | Eliminacje | Eliminacje | Półfinały | Półfinały | Finał   | Finał   | Pozycja | Źródło |
| Zawodnik            | Konkurencja              | Czas       | Pozycja    | Czas      | Pozycja   | Czas    | Pozycja | Pozycja | Źródło |
| ------------------- | ------------------------ | ---------- | ---------- | --------- | --------- | ------- | ------- | ------- | ------ |
| Ríkarður Ríkarðsson | 100 m stylem dowolnym    | 52.85      | 4.         | NQ        | NQ        | NQ      | NQ      | 58.     | [ 9 ]  |
| Örn Arnarson        | 200 m stylem dowolnym    | 1:49.78    | 3. Q       | 1:50.41   | 7         | NQ      | NQ      | 15.     | [ 10 ] |
| Örn Arnarson        | 200 m stylem grzbietowym | 1:59.80    | 2. Q       | 1:58.99   | 3. Q      | 1:59.00 | 4.      | 4.      | [ 10 ] |
| Hjalti Guðmundsson  | 100 m stylem klasycznym  | 1:05.55    | 6.         | NQ        | NQ        | NQ      | NQ      | 52.     | [ 11 ] |
| Jakob Sveinsson     | 200 m stylem klasycznym  | 2:17.86    | 4.         | NQ        | NQ        | NQ      | NQ      | 25.     | [ 12 ] |
| Ríkarður Ríkarðsson | 100 m stylem motylowym   | 56.11      | 6.         | NQ        | NQ        | NQ      | NQ      | 48.     | [ 9 ]  |

#### Kobiety
| Zawodnik                   | Konkurencja              | Eliminacje | Eliminacje | Finał B | Finał B | Finał A | Finał A | Pozycja | Źródło |
| Zawodnik                   | Konkurencja              | Czas       | Pozycja    | Czas    | Pozycja | Czas    | Pozycja | Pozycja | Źródło |
| -------------------------- | ------------------------ | ---------- | ---------- | ------- | ------- | ------- | ------- | ------- | ------ |
| Elín Sigurðardóttir        | 50 m stylem dowolnym     | 27.58      | 8.         | NQ      | NQ      | NQ      | NQ      | 51.     | [ 13 ] |
| Lára Hrund Bjargardóttir   | 100 m stylem dowolnym    | 58.44      | 4.         | NQ      | NQ      | NQ      | NQ      | 36.     | [ 14 ] |
| Lára Hrund Bjargardóttir   | 200 m stylem dowolnym    | 2:05.22    | 1.         | NQ      | NQ      | NQ      | NQ      | 27.     | [ 14 ] |
| Kolbrún Ýr Kristjánsdóttir | 100 m stylem grzbietowym | 1:07.28    | 4.         | NQ      | NQ      | NQ      | NQ      | 43.     | [ 15 ] |
| Kolbrún Ýr Kristjánsdóttir | 200 m stylem grzbietowym | 2:24.33    | 2.         | NQ      | NQ      | NQ      | NQ      | 32.     | [ 15 ] |
| Íris Edda Heimisdóttir     | 100 m stylem klasycznym  | 1:14.07    | 3.         | NQ      | NQ      | NQ      | NQ      | 33.     | [ 16 ] |
| Íris Edda Heimisdóttir     | 200 m stylem klasycznym  | 2:38.52    | 7.         | NQ      | NQ      | NQ      | NQ      | 32.     | [ 16 ] |
| Eydis Konráðsdóttir        | 100 m stylem motylowym   | 1:03.27    | 7.         | NQ      | NQ      | NQ      | NQ      | 39.     | [ 17 ] |

### Strzelectwo

#### Mężczyźni
| Zawodnik               | Konkurencja | Eliminacje | Eliminacje | Finał | Finał   | Źródło |
| Zawodnik               | Konkurencja | Wynik      | Pozycja    | Wynik | Pozycja | Źródło |
| ---------------------- | ----------- | ---------- | ---------- | ----- | ------- | ------ |
| Alfred Karl Alfredsson | Skeet       | 111 pkt    | 47.        | NQ    | NQ      | [ 18 ] |

### Żeglarstwo
| Zawodnik           | Konkurencja | Czas i pozycja w wyścigu | Czas i pozycja w wyścigu | Czas i pozycja w wyścigu | Czas i pozycja w wyścigu | Czas i pozycja w wyścigu | Czas i pozycja w wyścigu | Czas i pozycja w wyścigu | Czas i pozycja w wyścigu | Czas i pozycja w wyścigu | Czas i pozycja w wyścigu | Czas i pozycja w wyścigu | Wynik końcowy | Wynik końcowy | Źródło |
| Zawodnik           | Konkurencja | Czas i pozycja w wyścigu | Czas i pozycja w wyścigu | Czas i pozycja w wyścigu | Czas i pozycja w wyścigu | Czas i pozycja w wyścigu | Czas i pozycja w wyścigu | Czas i pozycja w wyścigu | Czas i pozycja w wyścigu | Czas i pozycja w wyścigu | Czas i pozycja w wyścigu | Czas i pozycja w wyścigu | Punkty        | Pozycja       | Źródło |
| Zawodnik           | Konkurencja | 1                        | 2                        | 3                        | 4                        | 5                        | 6                        | 7                        | 8                        | 9                        | 10                       | 11                       | Punkty        | Pozycja       | Źródło |
| ------------------ | ----------- | ------------------------ | ------------------------ | ------------------------ | ------------------------ | ------------------------ | ------------------------ | ------------------------ | ------------------------ | ------------------------ | ------------------------ | ------------------------ | ------------- | ------------- | ------ |
| Hafsteinn Geirsson | Klasa Laser | 1:01:37                  | 1:01:31                  | 42:24                    | 1:15:23                  | 1:10:34                  | 1:12:23                  | 1:12:54                  | 49:14                    | Falstart (44 pkt)        | DNF (44 pkt)             | DNS (44 pkt)             | 355 pkt       | 42.           | [ 20 ] |
| Hafsteinn Geirsson | Klasa Laser | 41.                      | 42.                      | 31.                      | 39.                      | 36.                      | 42.                      | 41.                      | 39.                      | Falstart (44 pkt)        | DNF (44 pkt)             | DNS (44 pkt)             | 355 pkt       | 42.           | [ 20 ] |